# Mira Juwet
Mira Juwet (9 februari 1993) is een Belgisch voormalig volleybalster.

## Levensloop
Juwet speelde tijdens haar jeugd bij Govok Gooik. Vanaf seizoen 2011-'12 kwam ze uit voor VC Oudegem. Met deze club werd ze in 2013 landskampioen. Vervolgens was ze actief bij Volley Michelbeke en Volley Haasrode Leuven. 
Haar vader (Guy Juwet) is eveneens actief in het volleybal.